# Institut Mohamed-Kassab d'orthopédie
L'Institut Mohamed-Kassab d'orthopédie est un hôpital universitaire tunisien spécialisé en orthopédie.
Bâti à la suite du décret n°92-56 du 9 juin 1992, il est baptisé en hommage à son fondateur, le chirurgien orthopédiste tunisien Mohamed El Kassab.